# ニエルシュ・フェレンツ
ニエルシュ・フェレンツ（ハンガリー語: Nyers Ferenc、1927年3月3日 - 2001年7月10日）もしくはエティエンヌ・ニエルシュ（フランス語: Étienne Nyers）は、ハンガリーとフランスの元サッカー選手。選手時代のポジションはFW。

## クラブ歴
フランスで生まれたが、11歳の時にブダペストに移り、ケーバーニャイ・バラートシャーグの下部組織に在籍した。
1946年にフランスに戻りRCストラスブールで選手となった。1948年にSSラツィオに移籍、翌年のインテルナツィオナーレ・ミラノ戦では対戦相手の兄ともども得点を決めて、兄弟が同一試合で得点を決めたセリエA史上初の試合となった。1950年にフンガリアFbCローマに移籍した。
同年にアトレティコ・ジュニオールに移籍。その後、ASサンテティエンヌに移籍し選手を引退した。

## 家族
鉱夫のハンガリー人移民の家にフランス・モゼル県フレマン＝メルルバックで生まれた。兄のニエルシュ・イシュトヴァーンもサッカー選手である。